# Stefania Pirozzi
Stefania Pirozzi (Benevento, 16 de diciembre de 1993) es una deportista italiana que compite en natación.
Ganó dos medallas en el Campeonato Europeo de Natación, oro en 2014 y bronce en 2021, y una medalla de plata en el Campeonato Europeo de Natación en Piscina Corta de 2012.

## Palmarés internacional
| Campeonato Europeo                  | Campeonato Europeo | Campeonato Europeo | Campeonato Europeo |
| Año                                 | Lugar              | Medalla            | Prueba             |
| ----------------------------------- | ------------------ | ------------------ | ------------------ |
| 2014                                | Berlín (Alemania)  | Medalla de oro     | 4 × 200 m libre    |
| 2021                                | Budapest (Hungría) | Medalla de bronce  | 4 × 200 m libre    |
| Campeonato Europeo en Piscina Corta |                    |                    |                    |
| Año                                 | Lugar              | Medalla            | Prueba             |
| 2012                                | Chartres (Francia) | Medalla de plata   | 200 m mariposa     |